# David Larible
David Larible (Verona, 23 de junio de 1957) es un payaso y artista de circo italiano. Su trabajo artístico ha sido reconocido entre otros, con el Clown d'Argent y el Clown d'Or del Festival Internacional de Circo de Montecarlo, en 1988 y 1999 respectivamente.

## Familia Larible
Pertenece a la sexta generación de artistas de la familia Larible, procedente de Francia y con relaciones de parentesco con otras familias circenses europeas como los Travaglia. Su bisabuelo Pierre Larible fue un acróbata, bailarín y payaso. Su padre, el trapecista y malabarista Eugenio Larible, enseñó en la escuela de circo de Verona hasta su muerte en septiembre de 2017.  Su madre, Lucina Casartelli (1931-2003) creció en un circo. 
Tiene tres hermanas: Eliana Paul, casada con Bernhard Paul; Cinzia Larible-Gerard; y la trapecista Vivien, casada con Noé España de la compañía Flying Españas. Larible está casado desde 1982 con la trapecista mexicana, America Olivera Jiménez, con la que tiene dos hijos: Shirley (1989) y David Pierre (1997).

## Trayectoria
Larible nació en 1957 en Verona y se crio actuando en varios circos. Su padre actuaba como malabarista y trapecista junto a su tío Renzo. Además del italiano, habla francés, español, portugués, inglés y alemán.
Larible decidió ser payaso cuando solo tenía 8 años. Su padre no estaba de acuerdo porque quería que fuese trapecista como él. Finalmente aceptó la decisión siempre que se convirtiera en "el mejor payaso del mundo".
Durante su niñez Larible aprendió de su padre las habilidades acrobáticas y de malabarista. En 1968 empezó estudios en la Escuela de Música de Verona. En 1970 debutó como artista en el Circo Scott en Suecia. En 1971 volvió a Italia con el Circo Casartelli, de la familia de su madre. Durante estos años Larible actuó como trapecista ecuestre, titiritero, músico en la orquesta del circo, además fue miembro del Clown Alley.

Empezó a tocar solos de trompeta durante los cambios de escenario; una noche le presentaron al compositor Nino Rota, que asistió a una actuación. En 1972, año en que el Circo Casartelli adoptó el nombre Cirque Medrano y había sido adquirido por la familia austríaca Svoboda, Larible formó parte de un nuevo número de patinaje que su padre había creado con su tía Rosanna, y su tío Sergio. Unos años después participó en otro número de su familia, una fantasía de gaucho y actuó en el Circo de Barcelona, que era propiedad de los Casartelli y que su padre estaba gestionando por una temporada en Italia. Después de algunas actuaciones en Suiza en el Circus Nock, se unió al circo francés Bouglione. 

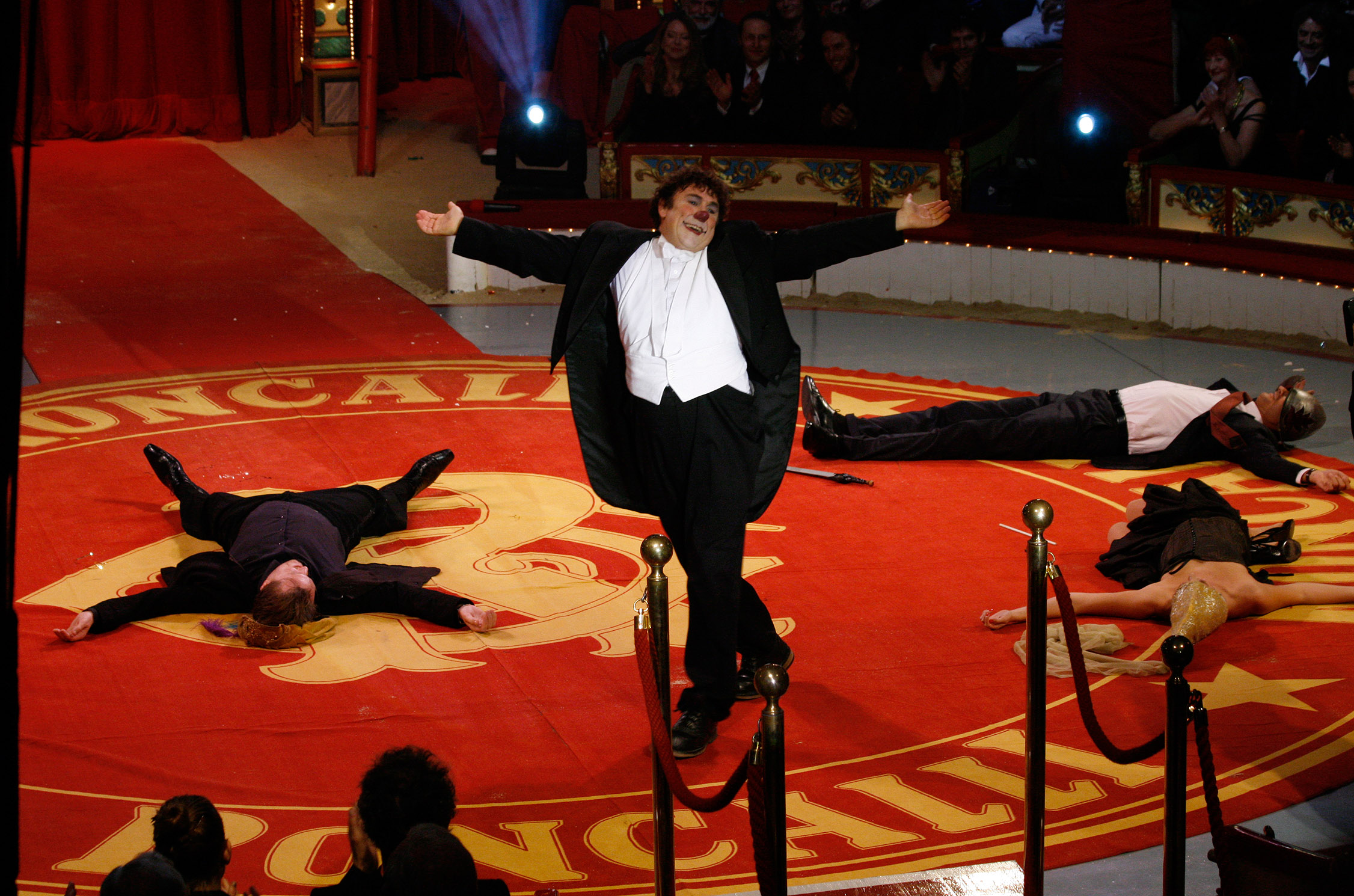
Circo Nikulin

A principios de los años 1980, los padres de Larible empezaron a trabajar con el Circus Krone, y gracias su director, Christel Sembach-Krone, tuvo la oportunidad de entretener al público antes del espectáculo. Esto le permitió conocer a dos de los mejores payasos de su época: Charlie Rivel y Oleg Popov.
Durante tres años, Larible fue invitado al italiano Circo Togni y después volvió a Mónaco para unirse al Krone, donde trabajó hasta 1989. En este periodo fue intérprete de la serie de televisión Circus, Tiere, Clowns und Akrobaten (en español: Circo, Animales, Payasos y acróbatas) de ZDF. También apareció en el Circus of the Stars, un especial de televisión distribuido por CBS en los Estados Unidos.
A mediados de 1980 empezó a incluir al público en sus números, siendo una de las características de su espectáculo. En 1988 lo invitaron al Festival Internacional de Circo de Montecarlo para actuar en espectáculos breves entre los cambios de escenario. El jurado del Festival le entregó el premio Clown d'Argent.
En 1989, Larible dejó Alemania y empezó a actuar en Inglaterra y México. Este mismo año, fue invitado especial al Festival Internacional de Circo de Montecarlo, fuera de concurso. De 1991 a 2005, se unió al Ringling Brothers and Barnum & Bailey Circus de Estados Unidos, como estrella del espectáculo y fue presentado en los carteles promocionales como «El payaso de los payasos». Durante esta etapa inventó nuevos números y mejoró sus prestaciones, también contribuyó en la creación del Kaleidoscape de Barnum, un nuevo concepto para el circo de los Estados Unidos.

En 1995, Larible actuó con Jerry Lewis en la versión original del Telethon en Los Ángeles. En 1999, fue invitado nuevamente al Festival Internacional de Circo de Montecarlo y ganó el premio, Clown d'Or. Larible y su hermana han aparecido en las canciones de Disney, Lets Go to the Circus. También apareció en Seinfield (episodio The Gymnast) en 1994 y en la película Ocean's Eleven en 2001. En 2005, Larible volvió en Europa y desde 2006 hasta finales de 2012 trabajó en el Circo Roncalli, del que se retiró para viajar con un programa en solitario por todo el mundo. 

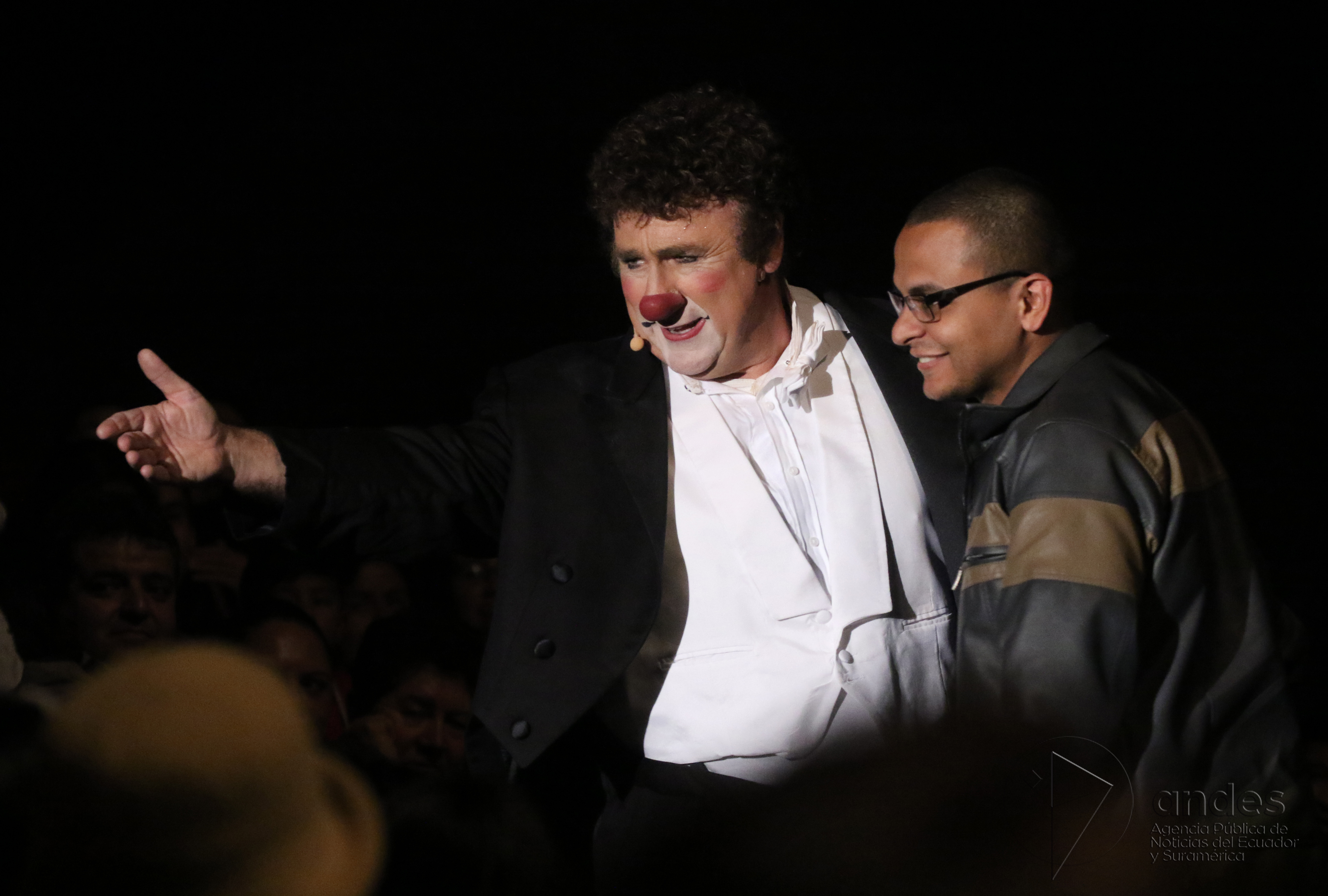
El mejor payaso del mundo

En 2014 se presentó en el Swiss Circus Knie y ese mismo año recibió el Doctorado Honoris Causa por su “triunfal carrera internacional” de la Universidad Mesoamericana de Puebla. Conquistó Francia en 2016, con el espectáculo Rire en el Cirque d'hiver, donde fue la estrella. Actuó por primera vez también como cantante. En la pista, le acompaña su hija Shirley, con una actuación refinada y elegante.
En 2018 volvió a las giras internacionales con su espectáculo y actuó en teatros como el Gran Teatro Nacional de Lima y el Colsubsidio de Bogotá. Fue invitado especial en el programa “Moscú-Montecarlo” en el Circo Nikulin de Moscú, y atracción principal del Circo Ciniselli de San Petersburgo en dos producciones diferente y participó en el Festival Internacional del Payaso donde recibió el Premio a la Trayectoria. 
Desde 2019, Larible se convirtió en el director e intérprete del espectáculo Gran circo de Europa en Perú y fue invitado por el actor ruso de teatro Serguéi Bezrúkov a participar con su espectáculo El Payaso de los Payasos en el Festival de Teatro Grandkidsfest.

## Técnicas e influencias
Larible es conocido por su técnica clásica de payaso augusto. Tiene un amplio repertorio como bailarín, cantante, músico y malabarista. Se inspira en la música clásica, la ópera y el ballet. Una de sus peculiaridades es la interacción con el público y la participación de los espectadores. Sus influencias incluyen a Charlie Chaplin, Charlie Rivel y Grock. En sus gestos y en sus expresiones faciales, recuerda a Chaplin pero ha desarrollado un estilo propio. Utiliza a menudo música compuesta por Chaplin en sus actuaciones.

## Reconocimientos
- 1988 - Clown d'Argent en el Festival Internacional de Circo de Montecarlo.[1]
- 1994 - Anillo de platino en el Festival Internacional del Circo de Génova.
- 1999 - Clown d'Or en el Festival Internacional de Circo de Montecarlo.[2]
- 1999 - Golden Lion Award por importantes éxitos artísticos en el Festival Internacional del Circo de WuQiao en Shijiazhuang, China, siendo el primer artista no chino galardonado.
- 2007- Premio Grock en la ciudad de Imperia.[10]
- 2014 - Doctorado honoris causa por su “triunfal carrera internacional” de la Universidad Mesoamericana de Puebla.[7][6]
- 2015 - Master Award por el mejor número de payaso en el Master Festival en Sochi, Rusia, de las manos de Oleg Popov.
- 2018 - Grand Prix a la Trayectoria en el Festival Internacional del Payaso, Circo Ciniselli en San Petersburgo.

## Vida personal
En 1982, Larible se casó con la mexico-americana artista del trapezio (entonces activa) America Olivera Jimenez. La pareja tuvo dos hijos: Shirley (1989) David Pierre (1997).
Además de su idioma materno el Italiano, David Larible habla Francés, Español, Portugués, Inglés y Alemán.

### Procedimiento judicial
En 2017 fue declarado culpable de mantener relaciones sexuales con una niña de 14 años en su habitación de hotel en Zúrich. Se le acusó de darle tres besos con lengua, acariciar la espalda y la cintura de la niña y besarla en el escote. Él negó todas las acusaciones. Se le prohibió entrar en Suiza durante cinco años y se le impuso una multa condicional de 19 200 francos suizos (15 328 libras esterlinas en 2017). Como indemnización, la víctima recibió 1400 francos suizos (1118 libras esterlinas) en concepto de daños y perjuicios y 2000 francos suizos (1597 libras esterlinas) en concepto de gratificación. Eliminalia eliminó las noticias relacionadas con la condena.